# Сонько Сергій Миколайович
Сергі́й Микола́йович Сонько́ (16 грудня 1993, с. Станіслав, Білозерський район, Херсонська область, Україна — 8 січня 2017, с. Верхньошироківське, Новоазовський район, Донецька область, Україна) — український військовослужбовець, морський піхотинець, молодший сержант Військово-Морських Сил Збройних Сил України.

## Життєпис
Сергій Сонько народився 1993 року в селі Станіслав Білозерського району Херсонської області. Закінчив загальноосвітню школу імені К. Й. Голобородька села Станіслав. Заочно навчався на юридичному факультеті Чорноморського національного університету імені Петра Могили (м. Миколаїв).
У 2015 році вступив до лав Збройних Сил України на військову службу за контрактом, яку розпочав на посаді кулеметника. Брав участь в антитерористичній операції на Сході України. Виконував завдання на півдні Донецької області, на Приморському напрямку (ОТУ «Маріуполь»).
Молодший сержант, командир 3-го відділення взводу морської піхоти 1-ї роти 501-го окремого батальйону морської піхоти 36-ї окремої бригади морської піхоти ВМС ЗСУ, в/ч А1965, м. Бердянськ.

### Обставини загибелі
8 січня 2017 року молодший сержант Сергій Сонько та двоє його побратимів молодший сержант Микола Охріменко і старший матрос Сергій Трубін загинули під час виконання бойового завдання в районі окупованого села Верхньошироківське (колишнє с. Октябр) Новоазовського району Донецької області.
8 січня зник зв'язок з трьома військовослужбовцями, які не повернулися в місце розташування підрозділу. Згодом противник заявив, що знайдено тіла загиблих у військовій формі. Передача тіл на місцевому блокпості 10 січня не відбулася, — не приїхала протилежна сторона, пізніше в терористичній організації «ДНР» підтвердили, що 11 січня забрали тіла трьох загиблих, які підірвалися на міні за 3 км від с. Октябр. 13 січня 2017 року в місті Донецьк тіла були передані українській гуманітарній місії «Евакуація-200», після чого вони були направлені у Дніпро на упізнання. Експертизою встановлена причина смерті — мінно-вибухові травми.
За версією, яку озвучив журналіст Юрій Бутусов, морпіхи діяли самостійно, без узгодження з командуванням: «Судячи з усього, воїни вирішили зробити розвідку позицій противника, їм вдалося таємно вийти на передову, і підійти до лінії оборони. На жаль, сталася трагедія — воїни підірвалися на міні. Ніхто не знав, де їх шукати, і тому ніхто не міг прийти на допомогу… Їх тіла виявив противник 11 січня».
15 січня Сергія Сонька поховали на кладовищі рідного села Станіслав.
Залишились батьки — Микола Віталійович і Тетяна Євгенівна Сонько.

## Нагороди
- Орден «За мужність» III ступеня (10 квітня 2017, посмертно) — «за особисту мужність, виявлену у захисті державного суверенітету та територіальної цілісності України, самовіддане виконання військового обов'язку»[10].
- Медаль «За жертовність і любов до України» — відзнака УПЦ КП.

## Вшанування пам'яті
- 18 лютого 2017 року на громадських слуханнях у селі Станіслав Білозерського району одноголосно підтримано перейменування вулиці Флотської, на якій проживав Сергій Сонько, на «Вулицю морпіха Сергія Сонька»[11].
- 7 липня 2019 року, для вшанування Сергія, за місцем його народження було названо десантний катер проекту 58503 «Кентавр-ЛК» — «Станіслав».
- Вшановується в меморіальному комплексі «Зала пам'яті», в щоденному ранковому церемоніалі 8 січня[12][13].